# Stazione di Arce
Stazione di Arce vasútállomás Olaszországban, Arce településen.

## Vasútvonalak
Az állomást az alábbi vasútvonalak érintik:
- Avezzano–Roccasecca-vasútvonal

## Kapcsolódó állomások
A vasútállomáshoz az alábbi állomások vannak a legközelebb:
- Stazione di Fontana Liri Inferiore
- Stazione di Colfelice